# Der beiden Quitzows letzte Fahrten
Der beiden Quitzows letzte Fahrten. Historischer Roman aus der Jugendzeit des Hauses Hohenzollern von Karl May erschien von November 1876 bis Juni 1877 in der Zeitschrift Feierstunden am häuslichen Heerde und war die Fortsetzung des von Friedrich Axmann geschriebenen Romans Fürst und Junker. Allerdings wurde nur ein Teil des Romans von Karl May selbst verfasst; nach dem Ende seiner Tätigkeit als Redakteur für den Verlag Münchmeyer wurden die verbleibenden Lieferungen von seinem Nachfolger Heinrich Goldmann geschrieben und dies durch den Zusatz „begonnen von Karl May, fortgesetzt von Dr. Goldmann“ den Abonnenten und Lesern mitgeteilt. (Da Heinrich Goldmann vor Abschluss des Romans starb, wurde der eigentliche Schluss von einem unbekannt gebliebenen Schriftsteller oder Redakteur ergänzt. Der Roman hat also insgesamt vier Autoren.)

## Inhalt
Der beiden Quitzows letzte Fahrten spielt in den Jahren 1411 bis 1415, einer Zeit, in der der Nürnberger Burggraf Friedrich VI. (später als Friedrich I. der erste Markgraf von Brandenburg aus dem Haus Hohenzollern) im Auftrag des Kaisers die politischen Wirren und die damit verbundene Unsicherheit in der Mark Brandenburg zu beenden suchte. Die alteingesessenen Familien (hauptsächlich Quitzow, Holtzendorff und Gans von Putlitz) waren jedoch nicht bereit, sich ihm unterzuordnen.
Dietrich von Quitzow kann sich mit Hilfe von Werner von Holtzendorff der Verfolgung durch Otto von Suteminn entziehen und als Knecht verkleidet untertauchen. In einer tollkühnen Aktion nimmt er Prinz Johann von Zollern als Geisel gefangen. Dietrichs Vetter, der Raubritter Claus von Quitzow, und seine verbündeten Nachbarn erfahren von einem Geldtransport aus England an den Markgrafen und wollen sich die Gelegenheit nicht entgehen lassen. Derweil suchen Dietz und Kuno, die Söhne Dietrichs, bei ihrem Onkel eine Bleibe. Sie erfahren, dass ihr Vater der „Schwarze Dietrich“ ist und Graf Warwick, der den Geldtransport initiiert hat, durch ihn Frau und Kinder verloren hat. Um dieses Unrecht zu sühnen, machen sie den Schlupfwinkel der Raubritter ausfindig und befreien die dort Gefangenen, u. a. eine geistig verwirrte Gräfin, die bei den Ziehkindern Suteminns Aufnahme findet.
(Etwa ab hier wurde laut Siegfried Augustin der Roman von Dr. Heinrich Goldmann fortgesetzt.)
Der Geldtransport hat inzwischen Hamburg erreicht und wird nun auf Wagen weitergeführt. Der geplante Überfall misslingt, Claus von Quitzow findet dabei den Tod und das Geld erreicht ungefährdet seinen Bestimmungsort. Graf Warwick trifft bei Suteminn in Tangermünde ein, der sich als Retter des Grafen beim Kampf gegen den „Schwarzen Dietrich“ entpuppt. Er erkennt Detlev und Marie als seine Kinder und die verwirrte Gräfin als seine Frau wieder. Dietrich von Quitzow fällt in der Schlacht bei Angermünde, ebenso wie der jüngere seiner Söhne. Graf Warwick kehrt mit seiner wiedergefundenen Familie und begleitet von Suteminn nach England zurück. Dieser erkennt in dem Kaperkapitän Vendaskiöld seinen verschollenen Bruder.

## Buchausgaben
Erst 1932 wurde der Roman „wiederentdeckt“.
Eine von Franz Kandolf bearbeitete Version von drei Fragmenten des Romans ist in Band 69 der Gesammelten Werke, Ritter und Rebellen, zu finden.
- Aktuelle Ausgaben in der Bücherdatenbank

## Dramatisierungen
Das mittelalterliche Historiendrama Wildwasser von Michael Sens frei nach der Erzählung von Karl May fand seine Uraufführung am 23. Juni 2005 auf Burg Ziesar. Es ist das einzige Theaterstück nach einer Erzählung Karl Mays, das an einem Originalschauplatz aufgeführt wurde.